# Сличенко, Николай Алексеевич
Никола́й Алексе́евич Сличе́нко (27 декабря 1934, Белгород, Курская область, РСФСР, СССР — 2 июля 2021, Москва, Россия) — советский и российский актёр, театральный режиссёр, певец, педагог, общественный деятель, народный артист СССР (1981). Лауреат Государственной премии СССР (1987) и премии Правительства Российской Федерации (2013). Художественный руководитель Московского музыкально-драматического цыганского театра «Ромэн» (1977—2021).

## Биография
Родился 27 декабря 1934 года в Белгороде в семье оседлых цыган-сэрвов.
Часть детства пришлась на Великую Отечественную войну. Во время неё потерял многих родных, в частности, отца — его расстреляли на глазах маленького Николая в 1942 году.
После войны семья поселилась в цыганском колхозе в Воронежской области, тогда Николай услышал о существовании цыганского театра в Москве.
В 1951 году был принят в московский музыкально-драматический цыганский театр «Ромэн» артистом вспомогательного состава, где работал с ведущими актёрами театра, среди которых: Ляля Чёрная, М. В. Скворцова, С. И. Андреева, М. И. Черкасова, С. Ф. Шишков, И. И. Ром-Лебедев, В. Ф. Бизев, Н. Г. Нарожный, С. С. Золотарёв, И. В. Хрусталёв.
В 1952 году на выездном спектакле «Четыре жениха» по пьесе И. В. Хрусталёва в Загорске (ныне Сергиев Посад) сыграл роль Лексы, заменяя заболевшего актёра С. Ф. Шишкова. Позднее, по мере взросления, сыграл в этом спектакле ещё и роль Бади. В дальнейшем его начали вводить в спектакли текущего репертуара.
Всего сыграл свыше 60 ролей в театре, снялся в ряде фильмов, в том числе в картине «Свадьба в Малиновке».
С середины 1960-х годов начал активно пробовать свои силы в режиссуре. В 1966 году работал режиссёром-ассистентом (спектакль «Пражские куранты»), а с 1970 года начал ставить спектакли самостоятельно.
В 1972 году окончил высшие режиссёрские курсы при ГИТИСе, где учился у Андрея Гончарова.
С 1977 года — главный режиссёр и художественный руководитель театра «Ромэн» — единственного в мире профессионального цыганского театра.
В театре, в кино, на эстраде исполнял цыганские, эстрадные песни и старинные романсы.
В 1978 году создал на базе Музыкального училища им. Гнесиных студию подготовки профессиональных кадров для театра «Ромэн», в 2005 году открыл Цыганский национальный курс при Театральном институте им. Б. Щукина, художественный руководитель курса.
В 1981 году, единственный из цыган, удостоен почётного звания «Народный артист СССР».
Профессор, академик Международной академии театра (2001), Академии проблем безопасности, обороны и правопорядка (2001).

### Последние годы жизни
В мае 2021 года госпитализировали в больницу из-за проблем с лёгкими, но положительного результата лечение не дало.
Скончался 2 июля 2021 года в Москве на 87-м году жизни от дыхательной недостаточности. Церемония прощания с Николаем Сличенко состоялась в Москве 4 июля 2021 года в театре «Ромэн», отпевание прошло в храме Рождества Иоанна Предтечи на Пресне. Похоронен артист в тот же день на Троекуровском кладбище.

## Семья
Первая супруга (1952—1960) — Сетара Ахмедовна Казымова (род. 1931), актриса театра «Ромэн», позже танцевала в цыганском ансамбле «Буревестник».
Сын — Алексей Николаевич Сличенко (1953—2023).
Внучка- Рада (род. в 1989 г.), от Алексея Сличенко, замужем, есть дочь.
Еще одна внучка — Ольга (солистка театра «Ромэн»).
Вторая супруга — Тамилла Агамирова (1928—2021), актриса театра «Ромэн» и кино, народная артистка РСФСР (1988).
Дочь — Тамилла Сличенко (род. 27 октября 1963), актриса театра «Ромэн», двое детей.
Внук — Николай Сличенко младший (род в 1986 г.); от дочери Тамиллы, отец 2-х детей, певец, участник проекта «Фабрика звёзд-3».
Другой внук — Михаил (род. в 2003 г.) от дочери Тамиллы.
Сын — Пётр Сличенко (1953—2022), усыновленный (сын Тамиллы Агамировой от предыдущих отношений).
Внучка — Тамилла (род. в 1974 г.), от Петра Сличенко
Есть также внучка Ника.
Племянница — Ольга Сергеевна Янковская, актриса театра «Ромэн», заслуженная артистка России (2002).

## Дискография
| Год  | Альбом                     | Вид звуконоситель | Издатель | Каталожный номер |
| ---- | -------------------------- | ----------------- | -------- | ---------------- |
| 1964 | «Замурдынэ»/ «Милая»       | SP                | Мелодия  | 0042839-40       |
| 1964 | «Песня Бруно»/ «Бида»      | SP                | Мелодия  | 0042937-8        |
| 1964 | «Цыганские песни»          | ЕP                | Мелодия  | 33Д—00014693-4   |
| 1967 | «Николай Сличенко»         | ЕP                | Мелодия  | 45Д—00020533-4   |
| 1968 | «Поëт Николай Сличенко»    | ЕP                | Мелодия  | 33ГД—000933-4    |
| 1969 | «Очи чëрные»/ «Бида»       | SP                | Мелодия  | 48005-6          |
| 1969 | «Николай Сличенко»         | LP                | Мелодия  | 33Д—026697-8     |
| 1971 | «Николай Сличенко»         | МС                | Мелодия  | 00016            |
| 1987 | «Когда поет душа»          | LP                | Мелодия  | А60 00295 006    |
| 1994 | «В стиле ретро»            | CD                | RDM      | CDRDM 3 07 038   |
| 2004 | «Любимые песни.Ru»         | CD                | RDM      | CDRDM 0411513    |
| 2008 | «Любимые песни.Ru часть 2» | CD                | RDM      | CDRDM 0801758    |

## Признание

### Почётные звания
- Заслуженный артист РСФСР (10 января 1968 года) — за заслуги в области советского театрального искусства[28]
- Народный артист РСФСР (15 мая 1975 года) — за заслуги в области советского музыкального искусства[29][30][страница не указана 1500 дней]
- Народный артист СССР (11 августа 1981 года) — за большие заслуги в развитии советского театрального искусства[31]

### Награды

#### Государственные награды СССР
- Государственная премия СССР (1987) — за постановку и исполнение роли в театрализованном представлении «Мы — цыгане» в МЦТ «Ромэн»
- Орден Дружбы народов (26 декабря 1984 года) — за заслуги в развитии советского театрального искусства и в связи с пятидесятилетием со дня рождения[32]

#### Государственные награды Российской Федерации
- Орден «За заслуги перед Отечеством» II степени (27 февраля 2020 года) — за выдающиеся заслуги в развитии отечественной культуры и искусства, многолетнюю плодотворную деятельность[33]
- Орден «За заслуги перед Отечеством» III степени (27 декабря 2004 года) — за большой вклад в развитие театрального искусства и многолетнюю творческую деятельность[34]
- Орден «За заслуги перед Отечеством» IV степени (29 декабря 1994 года) — за заслуги перед государством, успехи, достигнутые в труде, культуре, искусстве, большой вклад в укрепление дружбы и сотрудничества между народами[35]
- Орден Почёта (24 декабря 2009 года) — за большие заслуги в развитии отечественного театрального и музыкального искусства, многолетнюю общественную деятельность[36]
- Орден Дружбы (25 декабря 2014 года) — за большие заслуги в развитии отечественной культуры и искусства, многолетнюю плодотворную деятельность[37]
- Благодарность Президента Российской Федерации (23 декабря 2001 года) — за большие заслуги в области театрального искусства[38]

### Премии и общественные награды
- Премия Правительства Российской Федерации 2013 года в области культуры (23 декабря 2013 года) — за создание спектакля «Мы — цыгане»[39]
- Премия Мэрии Москвы в области литературы и искусства (в области театрального искусства) (17 августа 2001 года) — за спектакль «Таборные игры» в Московском цыганском театре «Ромэн»[40].
- Премия города Москвы «Легенда века» (25 августа 2016 года) — за выдающийся вклад в развитие отечественного театрального и музыкального искусства, многолетнюю плодотворную творческую и общественную деятельность[41]
- Почётная грамота Московской городской Думы (24 декабря 2014 года) — за заслуги перед городским сообществом и в связи с юбилеем[42].
- Орден «За заслуги перед Отечеством и казачеством» I степени
- Орден «Меценат»
- Орден «Честь и достоинство Нации»
- Орден «Великая победа»
- Орден «Служение искусству»
- Орден Петра Великого I степени
- Орден «За возрождение России, XXI век»
- Орден Михайла Ломоносова (АБОП)
- Орден Святого Владимира с мечами (АБОП)
- Знак ордена Св. Александра Невского «За труды и Отечество»
- Золотая звезда «Честь, гордость и слава России» (АБОП)
- Орден Первопечатника Ивана Фёдорова (2008) Общественного фонда «Первопечатника Ивана Фёдорова»
- Премия «Овация»[43]
- Премия России «За труды и Отечество»
- Премия имени Михайла Ломоносова
- Диплом фестиваля «Московская театральная весна» — за спектакль «Грушенька» И. Штока по Н. Лескову (1972)
- Первая премия фестиваля «Московская театральная весна» — за роль Голованова в спектакле «Грушенька»
- Премия фестиваля «Московская театральная весна» — за спектакль «Мы — цыгане» (1976)
- Первая премия фестиваля «Московская театральная весна» — за роль Непоклонова в спектакле «Непоклонов» по пьесе Н. Мирошниченко
- Премия Министерства культуры РФ — за спектакль «Братья» по пьесе З. Тоболкина (1981)[44].

4 декабря 1998 года на площади Звёзд Эстрады в Москве заложена именная звезда Николая Сличенко.
Имя Николая Сличенко присвоено одной из звёзд в созвездии Тельца.

## Творчество

### Роли в театре
- Четыре жениха И. Хрусталёва — Лекса, Бади
- Грушенька И. Штока — Дмитрий
- Сломанный кнут И. Хрусталёва — Чанго
- Плясунья И. Ром-Лебедева — дедушка
- Цыганка Аза М. Старицкого — Василь
- Дочь шатров И. Ром-Лебедева — Марко
- Родился я в таборе Н. Сличенко — Николай
- Горячая кровь И. Хрусталёва — Барбаро
- Кабачок «Макрель» И. Ром-Лебедева — Яшка-король
- Сын Мадонны В. Вивиани — Дженарино
- Ром Баро И. Шведова — Иван Кале
- Ты — герой, я — герой П. Гаринеи и С. Джованнини — Ренальдо
- Марианна Пинеда Ф. Лорки — Фернандо
- Девчонка из табора П. Деметра — Коля
- Я — цыганка И. Ром-Лебедева — Лацо
- Верность Г. Кашубы — Василь
- Человек-волк — Нандо
- Любовь и смерть — Ярго
- Сонни и Махиваль Б. Гарги — Махиваль
- Непоклонов Н. Мирошниченко — Непоклонов
- Живой труп Л. Толстого — Протасов

### Постановки в театре
- «Грушенька» И. Штока по Н. Лескову
- «Мы — цыгане» И. Ром-Лебедева и Н. Сличенко
- «Непоклонов» Н. Мирошниченко
- «Огненные кони» И. Ром-Лебедева
- «Братья» З. Тоболкина
- «Четыре жениха» И. Хрусталёва
- «Живой труп» Л. Толстого
- «Верность» Г. Кашубы
- «Птицам нужно небо» И. Ром-Лебедева
- «Кровь земли» А. Поддубного
- «Таборные игры» Н. Сличенко, А. Кравцова (по мотивам пьесы Р. Гершгорина «Римские игры»)
- «Графиня-цыганка» П. Градова

### Фильмография
- 1958 — Олеко Дундич — цыган
- 1958 — Трудное счастье — цыган из табора Лукьяна
- 1960 — В дождь и в солнце — Роман
- 1967 — Свадьба в Малиновке — красный конник Петря

Музыкальные телефильмы и телеспектакли
- 1964 — Эстрадная фантазия
- 1965 — Новогодний календарь
- 1969 — Похищение — Николай Сличенко (камео)
- 1972 — Мой остров синий... (также режиссёр)
- 1986 — Мы — цыгане (также режиссёр и сценарист)
- 1998 — Военно-полевой романс

Участие в фильмах
- 1968 — Николай Сличенко (документальный)
- 2011 — Михаил Пуговкин. Главный герой второго плана (документальный)

## Книги
- Николай Сличенко. Родился я в таборе. Москва, «Молодая гвардия», 1987.
- М. Э. Кравчинский «Цыганская песня: от „Яра“ до Парижа» (+CD), Н.Новгород, «Деком», серия «Русские шансонье», 2013. Предисловие Н. Сличенко. Глава «Главный цыган страны» посвящена Н. А. Сличенко, на музыкальном приложении размещёно три песни в исполнении Н. А. Сличенко.